# Union pour la défense de l'identité réunionnaise
 (septembre 2024).
Si vous disposez d'ouvrages ou d'articles de référence ou si vous connaissez des sites web de qualité traitant du thème abordé ici, merci de compléter l'article en donnant les références utiles à sa vérifiabilité et en les liant à la section « Notes et références ».
L'Union pour la défense de l'identité réunionnaise, ou UDIR est l'une des principales maisons d'édition de l'île de La Réunion. Présidée par Jean-François Sam-Long, elle a son siège à Saint-Denis. C'est une association régie par la loi de 1901 et qui perdure grâce au petit noyau de membres très actifs. 